# Wiesmoor
Wiesmoor är en stad i distriktet Landkreis Aurich i det historiska landskapet Ostfriesland i den nordtyska delstaten Niedersachsen.

## Historia
Wiesmoors historia är nära förknippade med arbetet med att kultivera de stora myrområden som finns i Ostfriesland. Staden började bebyggas år 1907 i samband med att Nordgeorgsfehnkanalen, som går genom centrala Ostfriesland, byggdes från Ems-Jade-kanalen till Jümme. Torven som bröts i samband med myrkultiveringen användes i det kraftverk som öppnades år 1909. År 1923 grundades kommunen Wiesmoor och 1951 ombildades den som storkommun. Genom kommunreformen 1972 slogs ett antal mindre kommuner samman med Wiesmoor. År 2006 fick Wiesmoor stadsrättigheter.

## Näringsliv
Wiesmoor är en i Tyskland känd kurort, där turismen spelar en viktig roll. Staden präglas av ett stort antal trädgårdsmästerier. Sedan 1952 firas årligen en blomsterfest i Wiesmoor.

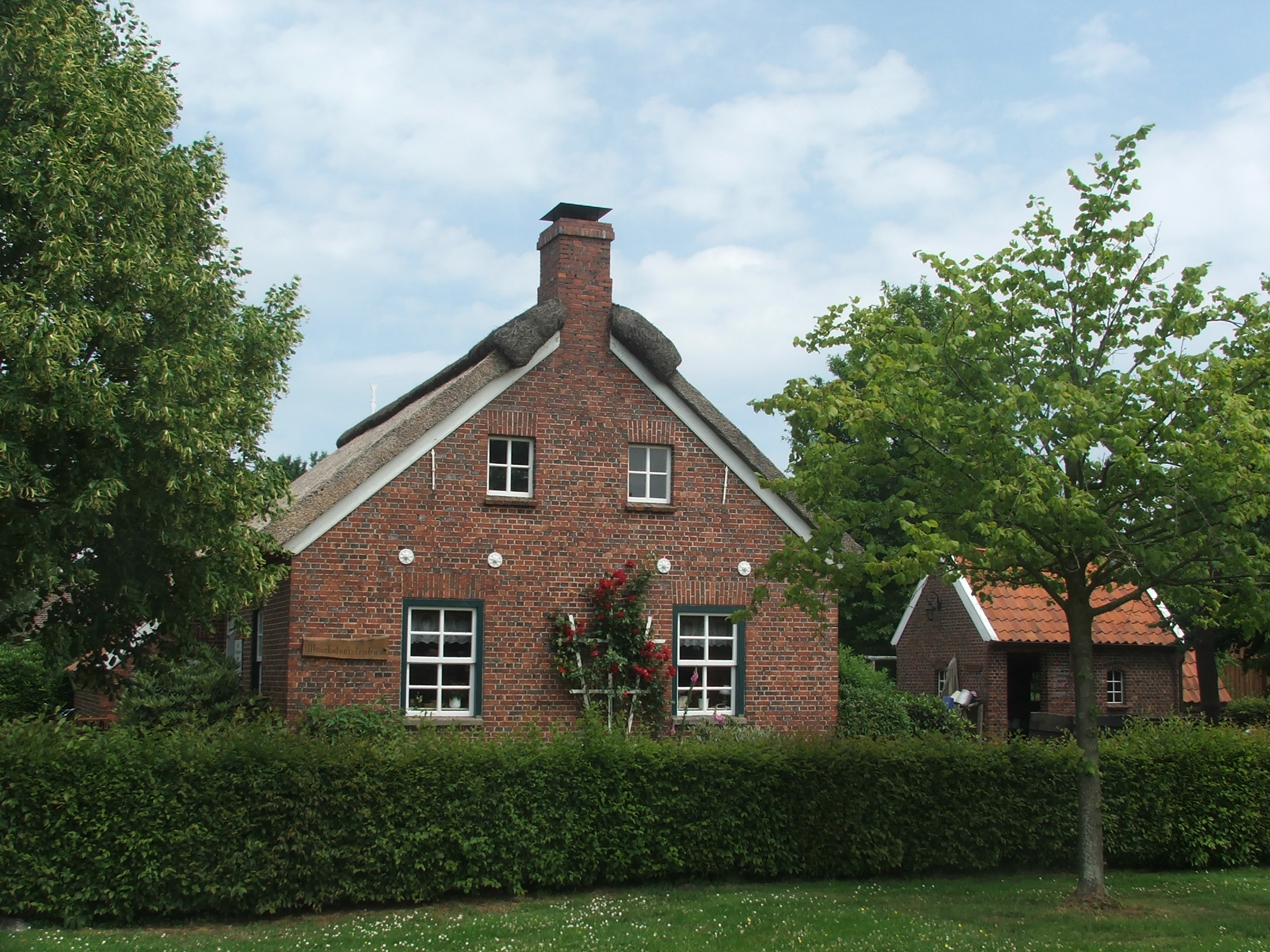
Myrmuseet i Wiesmoor

I staden finns bland annat en blomhall och ett museum om utnyttjandet av våtmarker i fehnlandskapen. Torvproduktionen genom Nordwestdeutsche Kraftwerke AG (NWK) avslutades 1964 och 1966 stängdes torvkraftverket.

## Orter och stadsdelar i Wiesmoor
- Auricher Wiesmoor II
- Hinrichsfehn
- Marcardsmoor
- Mullberg
- Vossbarg
- Wilhelmsfehn I
- Wilhelmsfehn II
- Wiesederfehn
- Zwischenbergen